# Hildigis

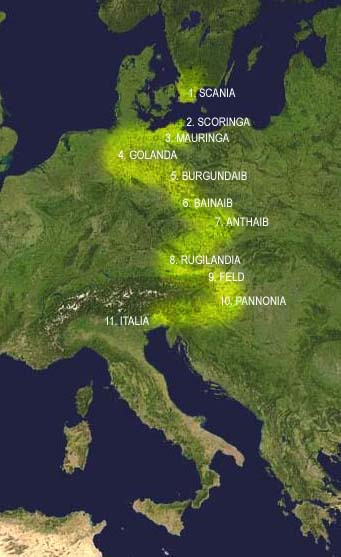
V první polovině 6. století obývali migrující Langobardi území dnešní jižní Moravy, jihozápadního Slovenska a Dolního Rakouska. Hildigis o toto území během svého života bojoval.

Hildigis (6. století? – 552) byl pretendent langobardského trůnu, syn zavražděného langobardského krále, vládnoucího v 6. století na území Boiohaema. Historik Dušan Třeštík uvádí za jeho otce herulského vládce Risiulfa, který byl příbuzný Wacha. Tehdejší zákon určoval po Wachově smrti nástupce na trůnu Risiulfa, ale Wacho chtěl na trůn prosadit svého syna Walthariho a tak byl Risiulf vyhnán. Později i Hildigis musel z území Langobardů prchnout. Podle Paula Diacona byl jeho otcem zavražděný král Tato. Prameny se různí.
Hildigis byl v boji o následnictví nucen v roce 535 uprchnout s 3000 členy jeho langobardské družiny ke Slovanům, kde se stal vůdcem jejich jízdy. Se Slovany poté zaútočil proti Langobardům, když byl neúspěšný, přešel ke germánskému kmeni Gepidů, s jejichž pomocí chtěl znovu zaútočit na území Langobardů. Když Gepidové uzavřeli s Langobardy mír, musel Hildigis znovu přejít ke Slovanům. Později se 7000 Slovany a Gepidy zaútočil a vyplenil Moesii, kde porazili vojáky Byzantské říše a dostali se až ke Konstantinopoli. V roce 550 Hildigis se Slovany táhl do Itálie na pomoc ostorgótskému králi Totilovi. Po odchodu vojska se Hildigis rozhodl jít do Konstantinopole, kde doufál, že mu Justinián pomůže zajistit langobardský trůn. V roce 551 po znovuvypuknutí války mezi Gepidy a Langobardy, Hildigis uprchl z Konstantinopole na střední Dunaj, kde se přidal znovu na stranu Gepidů. V roce 552 došlo k bitvě, v niž byli Gepidové Langobardy poraženi. Hildigis byl zavražděn.